# Bangladesh (nhà sản xuất âm nhạc)
Shondrae Crawford, được biết đến với nghệ danh Bangladesh hay Mr. Bangladesh, là một nhà sản xuất thu âm người Mỹ đã từng chiến thắng Giải Grammy, một DJ, và đồng thời cũng là một rapper. Anh sinh ra và lớn lên tại Des Moines, Iowa và hiện đang sinh sống ở Atlanta, Georgia.

## Cuộc đời và sự nghiệp
Bangladesh bắt đầu công việc sản xuất thu âm của mình vào năm 1998, nhưng anh chỉ thực sự được biết tới vào năm 2000 với việc sản xuất cho đĩa đơn nổi tiếng "What's Your Fantasy" của Ludacris, người mà anh hợp tác rất nhiều lần sau này. Về cái tên, anh giải thích cho việc chọn nghệ danh Bangladesh là bởi vì kiểu công việc sản xuất chính của anh rất giống "Bangladesh": "Chỉ là Bangladesh. Nó nghe rất lạ tai." Anh cũng từng làm việc với Lil Wayne, là nhà sản xuất của một trong những ca khúc nổi tiếng nhất của Wayne, "A Milli", và sau đó là ca khúc nổi tiếng năm 2011, "6 Foot 7 Foot". Ngoài Lil Wayne, Bangladesh còn sản xuất cho một số ca khúc của Ludacris, Beyoncé, Ke$ha, Usher, Nicki Minaj, T-Pain, Bad Meets Evil, Ice Cube. Ca khúc "Cockiness (Love It)" của nữ nghệ sĩ người Barbados Rihanna cũng do một tay anh đảm nhiệm phần sản xuất.

## Danh sách đĩa nhạc
Album phòng thu
- Flowers & Candy[5]